# Шилдс, Тайлер
Тайлер Шилдс (англ. Tyler Shields; род. 29 апреля 1982, Джэксонвилл) – американский фотограф, сценарист, режиссёр и бывший профессиональный роллер, известный своей провокационной манерой съёмки.

## Биография
Шилдс родился и вырос в Джэксонвилле, штат Флорида. 
Как верт-роллер профессионально выступал на национальных и международных турнирах.  Он участвовал во Всемирных экстремальных играх 1999 и 2000 годах и гастролировал с Тони Хоуком в 2003 году. 
Фотографией Шилдс стал заниматься в начале 2000-х. Стал широко известен благодаря таким сериям работ, как «Провокатор» (2014), «Историческая фантастика» (2015) и публикациям в  американском журнале Vanity Fair. Также Шилдс является автором двух фотокниг: «Грязная сторона гламура» (2013) и «Провокатор» (2017). Его фотография «Банни» была представлена на лондонском аукционе Phillips.
На счету Тейлора несколько ролей в кино, а в 2015 году он дебютировал в  качестве кинорежиссёра, сняв триллер «Последняя девушка» с Эбигейл Бреслин в главной роли.